# Liljendal kyrka
Liljendal kyrka ligger i stadsdelen Liljendal i Lovisa stad i östra Nyland. Från 2019 tillhör den Agricola svenska församling inom Evangelisk-lutherska kyrkan i Finland.

## Historia
Kyrkan stod färdig 1886 och är byggd i nygotisk stil. Ursprungligen planerades den av arkitekt August Boman, men ritningarna fullbordades av arkitekt Theodor Decker strax innan byggnadsarbetet inleddes. Under planeringsskedet fanns alternativen att antingen bygga i gråsten eller trä. Av ekonomiska skäl byggdes den i trä.
Den 8 januari 1886 vann arkitekt Miertiz offerttävlingen med en offert på 22 790 mark, i vilken ingick att församlingsborna skaffar allt byggnadsmaterial. Miertiz gav senare uppdraget vidare åt byggmästare E. I. Elenius. Den 17 januari samma år fattades beslutet att riva den gamla kyrkan och använda allt användbart material till den nya kyrkobyggnaden. Under tiden firade församlingen sina gudstjänster i Söderby skola. Arbetet gick snabbt, och kyrkan stod färdig för inspektion redan den 31 oktober samma år. I samband med biskopsvisitationen den 28-29 november invigde biskopen den nya kyrkan på första söndagen i advent 1886. 